# Ligne 13 du tramway d'Île-de-France
Pour les articles homonymes, voir Tram Express.
La ligne 13 du tramway d'Île-de-France, plus simplement nommée T13, est une ligne de tram-train francilienne de rocade issue du prolongement de la Grande ceinture Ouest, ancien tronçon de la ligne L du Transilien. La ligne permet de relier la gare de Saint-Germain-en-Laye, terminus occidental du RER A, à la gare de Saint-Cyr, sur le RER C.
Ce projet, précédemment désigné comme Tram Express Ouest, ou encore Tangentielle Ouest (TGO), a été mené par Île-de-France Mobilités (ex-STIF). Une seconde phase prévoit le prolongement de la ligne vers la gare RER A d'Achères-Ville via Poissy.
Exploitée par Transkeo T12-T13, filiale de Keolis et de la SNCF, la ligne est actuellement longue de 18,8 kilomètres. Le trajet complet entre Saint-Germain-en-Laye et Saint-Cyr-l'École s'effectue en 32 minutes.
Le 22 janvier 2014, le STIF publie un plan présentant les mises en service effectuées à l'horizon 2020, dans lequel il attribue l'appellation « Tram Express Ouest » à cette ligne, laquelle est ouverte à l'exploitation le 6 juillet 2022.

Plan de la ligne.

## Histoire

### Chronologie
- 6 juillet 2022 : mise en service de la ligne entre Saint-Germain-en-Laye et Saint-Cyr-l'École, mais sans desservir la station Allée Royale.
- 19 juillet 2022 : ouverture de la station Allée Royale.

### La grande ceinture

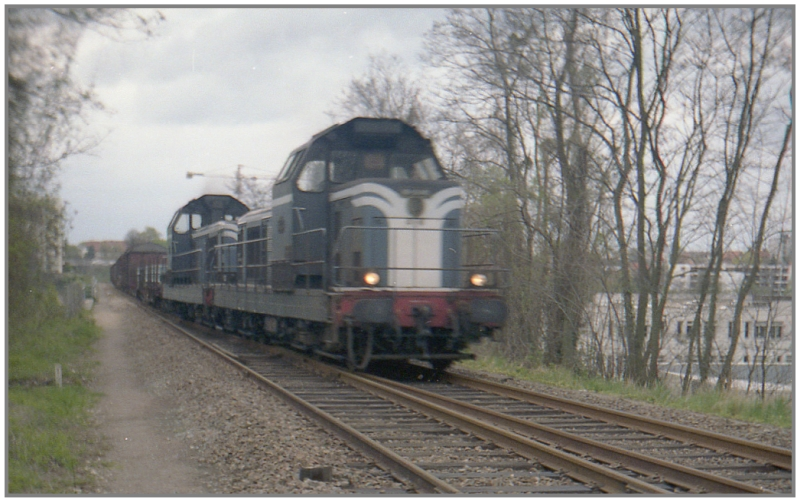
Un train de marchandises Achères-Versailles vient de franchir le viaduc du Val Saint-Léger à Saint-Germain-en-Laye (1984).

La portion occidentale de la ligne de grande ceinture de Paris, rocade ferrée ceinturant la capitale à l'extérieur des fortifications de Thiers, est mise en service en 1882 en même temps que le tronçon entre Noisy-le-Sec et Achères. La ligne est principalement utilisée pour le fret mais connaît également quelques services de voyageurs. Peu rentables, ceux-ci disparaissent toutefois dès 1939. Isolée et non électrifiée, la ligne demeure utilisée pour le trafic fret local, qui connaît un long déclin jusqu'à disparaître au début des années 1990. À partir du 13 septembre 1977, l'électrification de la ligne de Plaisir - Grignon à Épône - Mézières capte l'important trafic fret de la Grande Ceinture. Dès lors, la GC ouest se retrouve privée de tout trafic et ses infrastructures sont laissées en friche.

### La liaison GCO

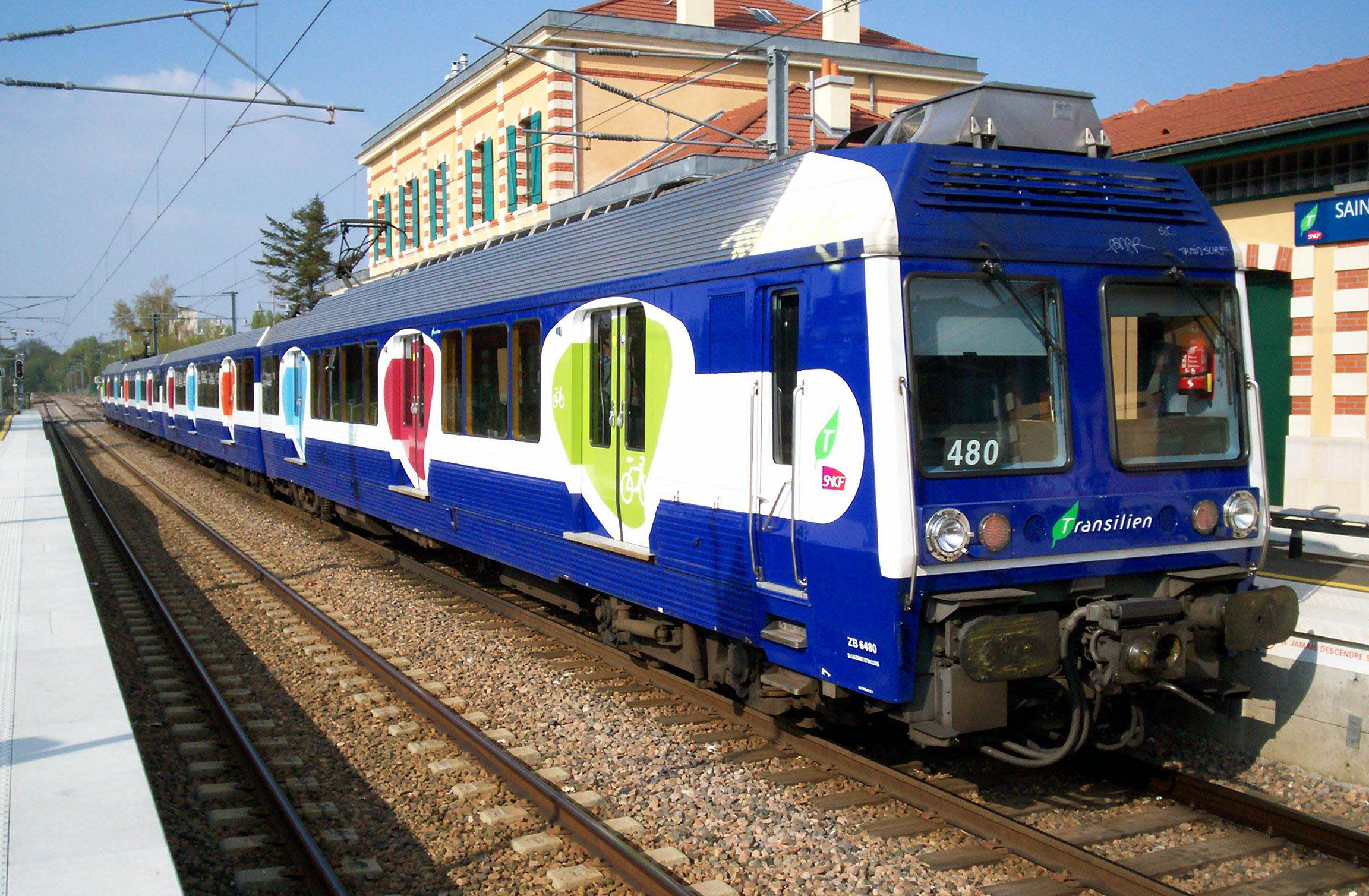
Une rame rénovée Z 6400 GCO de la Grande ceinture Ouest en gare de Saint-Germain-en-Laye-Grande-Ceinture, en avril 2007.

Le 12 décembre 2004, la Grande ceinture Ouest (GCO) est mise en service sur la ligne de la grande ceinture de Paris, dans les Yvelines, entre les gares de Saint-Germain-en-Laye-Grande-Ceinture et de Noisy-le-Roi, avec une correspondance à la gare de Saint-Nom-la-Bretèche - Forêt de Marly avec la ligne la reliant à Saint-Cloud, La Défense et Paris-Saint-Lazare.
Néanmoins, cette réouverture est considérée comme un demi-échec : en 2008, après quatre années d'exploitation, elle ne transporte en effet que deux mille voyageurs par jour,, au lieu des dix mille prévus par les études. En effet, dépourvue de correspondances efficaces, ne reliant que des zones généralement peu denses, elle est ironiquement surnommée par ses détracteurs la « ligne des golfs »,.

### Le projet TGO, futur T13
Afin de relancer la Grande ceinture Ouest, le projet « Tangentielle Ouest » (TGO) est lancé afin de la prolonger en mode tram-train pour assurer le maillage avec le RER A au nord et le RER C au sud. L'opération est inscrite au contrat de projets État-Région 2007/2013 sous la forme d'une extension de la Grande ceinture Ouest (GCO) « Saint-Germain GC – Noisy-le-Roi » au nord jusqu'à « Saint-Germain RER A » ainsi qu'au sud jusqu'à « Saint-Cyr RER C » et au Contrat Particulier Région / Département des Yvelines 2007/2013, comme opération de type tram-train, entre Achères et Saint-Cyr-l'École.
Le 5 juillet 2006, le dossier d'objectifs et de caractéristiques principales (DOCP) du projet, réalisé la même année, est approuvé par le Conseil du STIF.
Fin 2006, conformément à la réglementation, la Commission nationale du débat public a décidé de la mise à disposition du public d'un dossier présentant cette solution, qui consiste en « la mise en place d'une liaison en mode tram-train, reliant dans un premier temps la gare de Saint-Germain-en-Laye située sur le RER A à la gare de Saint-Cyr sur le RER C, via la Grande ceinture Ouest (GCO) mise en service en décembre 2004 entre Saint-Germain-en-Laye-Grande-Ceinture et Noisy-le-Roi ». Elle pourra être prolongée dans un second temps de la gare de Saint-Germain-en-Laye-Grande-Ceinture à celle d'Achères-Ville (RER A). Le projet repose, d'une part, sur la réutilisation de la voie ferrée existante dite de la Grande ceinture (GC), entre les gares de Saint-Germain-en-Laye-Grande-Ceinture et de Saint-Cyr-Grande-Ceinture, puis entre Saint-Germain-en-Laye-Grande-Ceinture et Poissy-Grande-Ceinture en seconde phase. La réutilisation nécessite une adaptation des installations de la GCO.

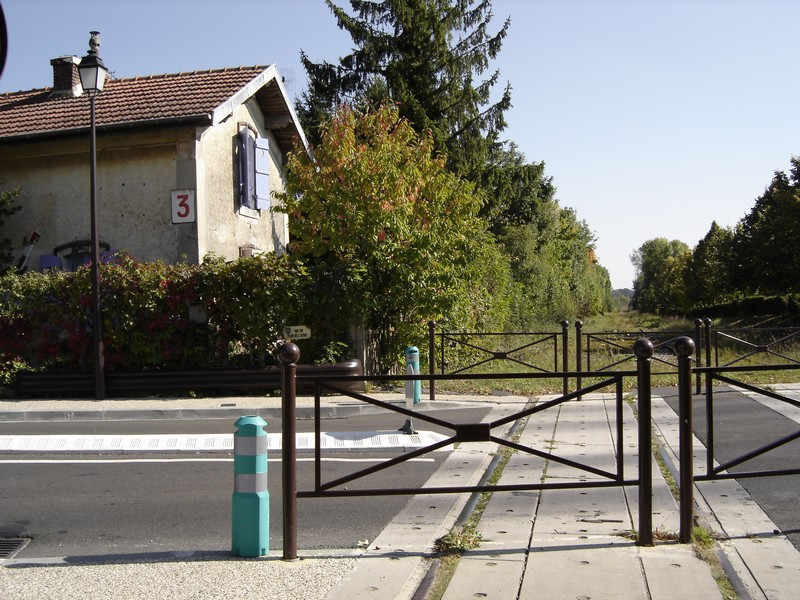
La gare de Bailly en septembre 2008.

D'autre part, le projet repose sur la création et l'aménagement de trois tronçons de ligne nouvelle dédiés aux trams-trains :
- 3,9 km environ entre les gares de Saint-Germain-GC et de Saint-Germain-en-Laye RER ;
- 1,2 km environ entre les gares de Saint-Cyr RER et de Saint-Cyr-GC ;
- 2 km environ entre les gares de Poissy-GC et d’Achères-Ville pour la seconde phase.

Les investissements d'infrastructure nécessaires sont de l'ordre de 230 à 250 millions d'euros selon les variantes (aux conditions économiques de janvier 2005), dont 125 à 145 millions d'euros pour la première phase et 105 millions d'euros pour la seconde. Selon les études, 19 000 voyageurs par jour sont attendus à l'horizon 2015.
Le 15 février 2007, le projet de schéma directeur de la région Île-de-France, arrêté par délibération du conseil régional, préconise la réalisation du premier tronçon de la Tangentielle Ouest par prolongement de la GCO, en mode tram-train, jusqu'à Saint-Germain-en-Laye (RER A) et Saint-Cyr (RER C) en phase 1 et à Cergy (RER A) en phase 2.
Du 15 septembre au 11 octobre 2008, la concertation sur le tronçon sud entre Saint-Germain-en-Laye et Saint-Cyr-l'École (projet TGO) est organisée, dans les neuf communes traversées par le projet. Deux hypothèses sont étudiées pour rallier la gare de Saint-Germain-en-Laye (RER A) : passer par « Étoile d'Ayen », située en lisière de forêt ou par le « Camp des Loges ». L'enquête publique est alors programmée pour le dernier trimestre 2009.
De 2009 à 2011, les études du schéma de principe de la phase 1 se sont déroulées sur la période. C'est la très grande sensibilité du projet liée au passage à proximité immédiate du domaine et du château de Versailles et également du château de Saint-Germain-en-Laye, ainsi que la mise au point délicate avec l'ensemble des acteurs concernés, qui justifie la longue durée des études. Les points les plus sensibles mis en évidence étaient les aménagements autour du passage à niveau no 1, le centre de maintenance et de remisage des Matelots et la « virgule de Saint-Cyr ». Ils ont fait l'objet d'arbitrages fin 2011-début 2012, et doivent faire l'objet de propositions détaillées dans le cadre de l'avant-projet.
Le 29 décembre 2010, le conseil régional d'Île-de-France vote la réalisation du premier tronçon de la TGO, au sud entre Saint-Germain-en-Laye et Saint-Cyr. Le coût total des travaux est estimé à 250 millions d'euros, financés par le STIF, le conseil général des Yvelines et la région. En juillet 2011, les arbitrages de l'État sur le caractère dédié tram-train de la ligne ont fait l'objet d'une décision.

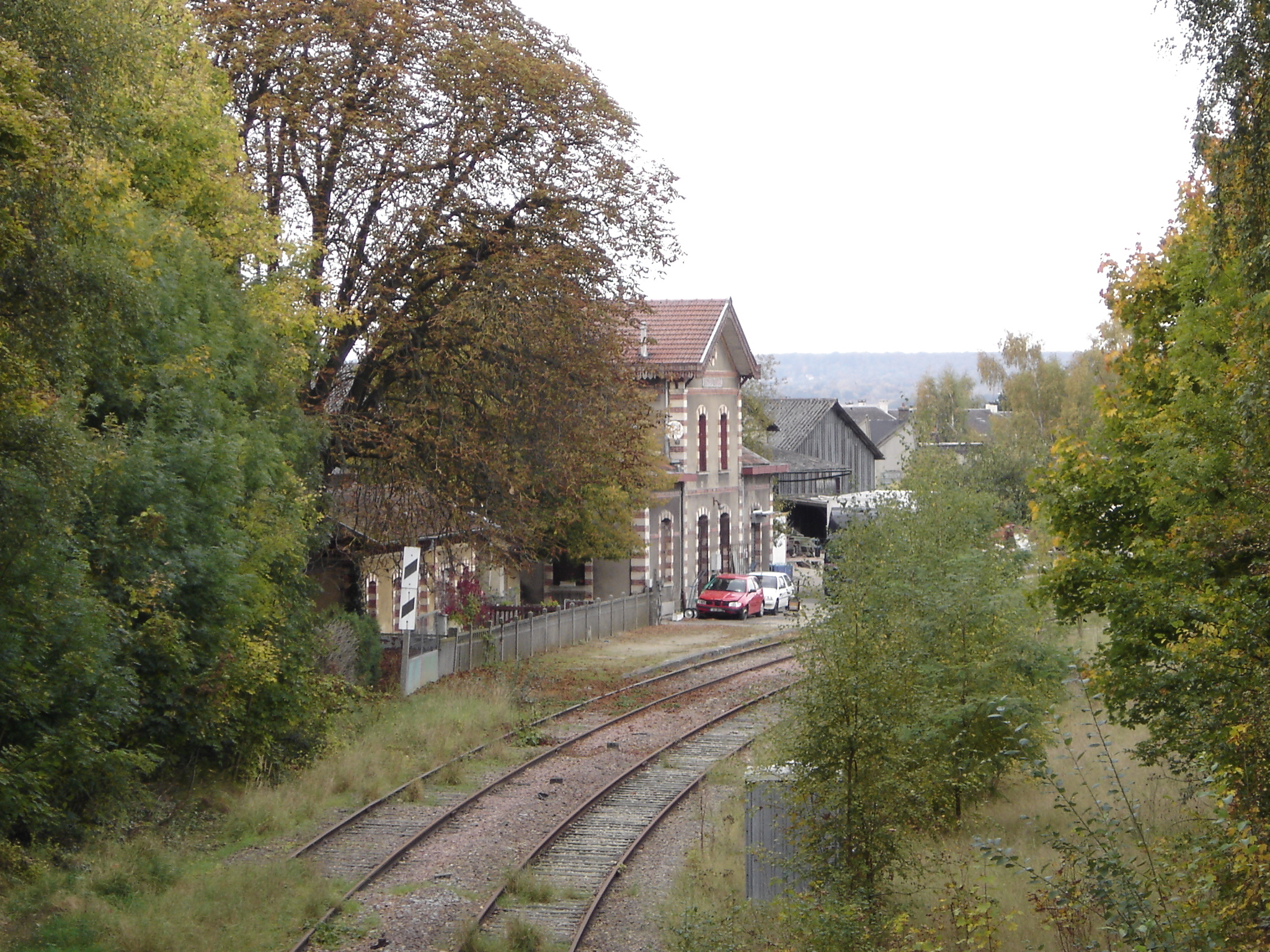
La gare de Saint-Cyr-Grande-Ceinture définitivement abandonnée, en octobre 2008.

Le 11 avril 2012, le bilan de la concertation de 2008 est approuvé par le STIF au cours de son conseil d'administration. Il décide d'acter la variante « Camp des Loges », la poursuite des études sur le tracé Saint-Germain RER – Saint-Cyr RER passant par ce camp, d'une longueur de 19,8 km et comprenant onze stations. Il acte l'implantation du site de maintenance et de remisage à Versailles-Matelots, le maintien du principe d'un tram-train « avec caténaires ». Il acte enfin la prise en considération d'une attention particulière sur l'insertion paysagère du projet dans l'environnement spécifique du territoire, en particulier dans la plaine de Versailles, la traversée au passage à niveau no 1 à Saint-Cyr ainsi que sur la connexion de la Tangentielle Ouest à Versailles-Chantiers (études réalisées au 1er semestre 2012, sous maîtrise d'ouvrage de RFF). En 2016, l'association Sites et monuments et la conseillère régionale EELV Ghislaine Senée dénoncent de nouveau cette boucle du tramway en forêt par le Camp des Loges pour relier les deux gares de Saint-Germain-en-Laye, RER et Grande-Ceinture, car elle nécessite l'abattage d'arbres le long du tracé des voies, bien que cette perte d'arbres soit compensée au quadruple (17,2 ha reconstitués pour 4,3 ha abattus) à Bonnelles.

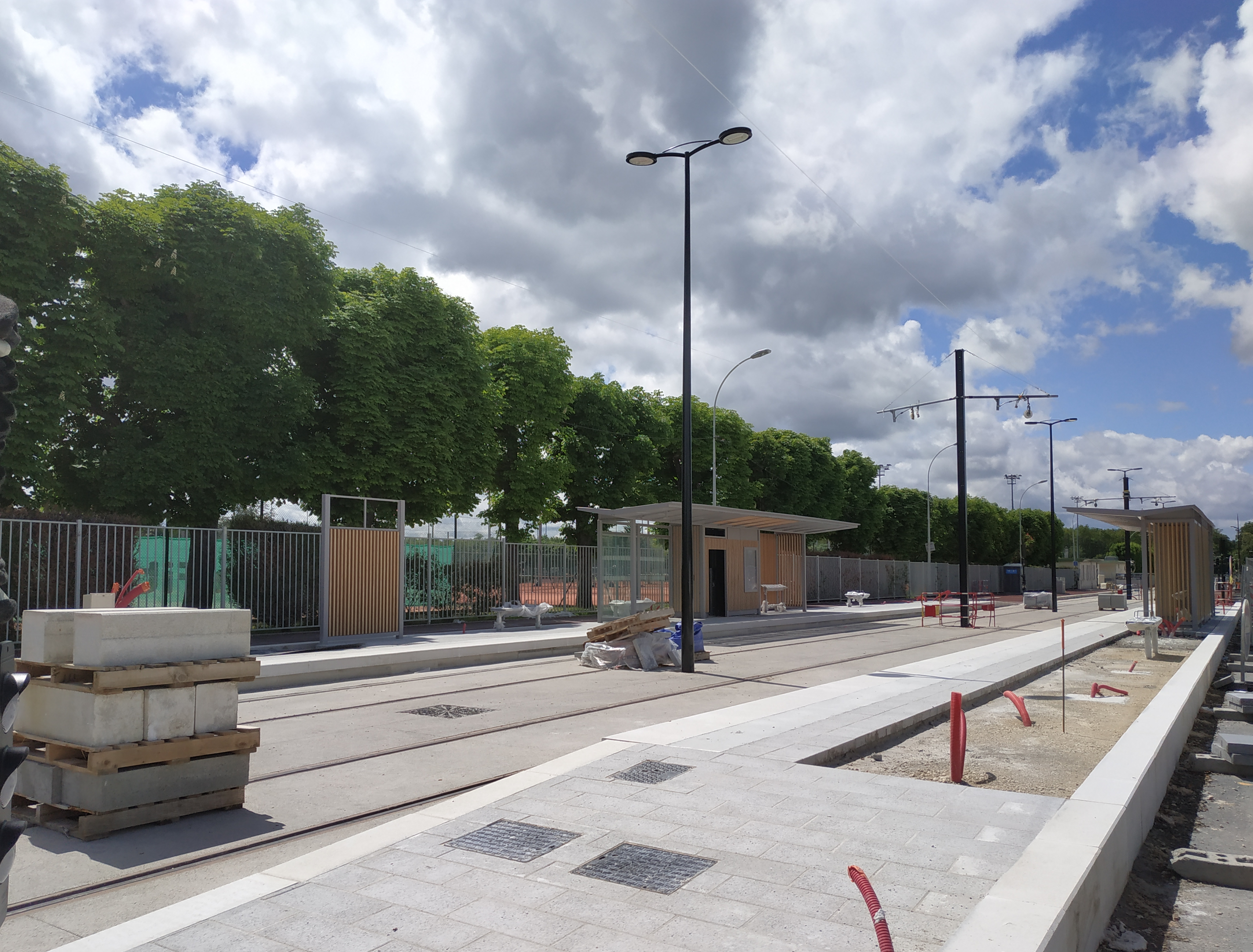
La station Camp des Loges permet la desserte du complexe sportif éponyme.

De plus, la gare de Saint-Cyr-Grande-Ceinture a été jugée pour son éventuelle réouverture, trop éloignée des ZAC Renard, Santos-Dumont et Pion. C'est pourquoi une nouvelle station provisoirement dénommée Saint-Cyr ZAC (aujourd'hui Les Portes de Saint-Cyr) est proposée à sa place. Elle se situera également sur la Grande ceinture, au plus près de ces zones d'activités.
Il sera nécessaire de créer une jonction entre les deux stations en tenant compte d'un important dénivelé, du passage de la route départementale 10, du souhait des habitants de Saint-Cyr-l'École de voir créée une gare routière et, enfin, en obtenant l'aval des Bâtiments de France (la ville de Saint-Cyr-l'École étant classée aux monuments historiques). Ceci scelle également l'abandon de la gare de Versailles-Matelots, dernière station de la ligne de la Grande ceinture Ouest avant la gare de Versailles-Chantiers, fermée au service voyageurs depuis 1939.
En fin d'année 2012, le dossier d'enquête publique et la convention de financement de l'avant-projet sont approuvés par le STIF. De juin à septembre 2013, l'enquête publique sur le projet est réalisée, l'avant-projet et la convention de financement du projet sont approuvés par le STIF. Le lancement de l'enquête publique est fait sous réserve de l'obtention d'un avis favorable de la Commission départementale de la nature, des paysages et des sites (CDNPS) et/ou de la Commission nationale des monuments historiques sur les quatre aménagements suivants : le centre de maintenance et de remisage, la « virgule de Saint-Cyr », le passage à niveau no 1 et le terminus de Saint-Germain-en-Laye RER et sa correspondance. L'enquête publique s'est déroulée du 13 juin au 12 juillet 2013. Le projet a été déclaré d'utilité publique par le préfet des Yvelines le 3 février 2014,.
En octobre 2016, les travaux préparatoires débutent à Saint-Germain-en-Laye pour une durée d'un an.
Le 6 février 2017, l'abattage d'une centaine d'arbres nécessaires à la liaison avec Saint-Germain-en-Laye commence.
Le débroussaillage de la ligne côté sud a débuté en février 2018. Côté nord, depuis février 2018, les travaux ont débuté entre Saint-Germain-en-Laye-Grande-Ceinture, Camp des Loges et Saint-Germain-en-Laye RER[réf. souhaitée]. En octobre 2018, la SNCF lance les travaux du futur site de maintenance et de remisage de la ligne.

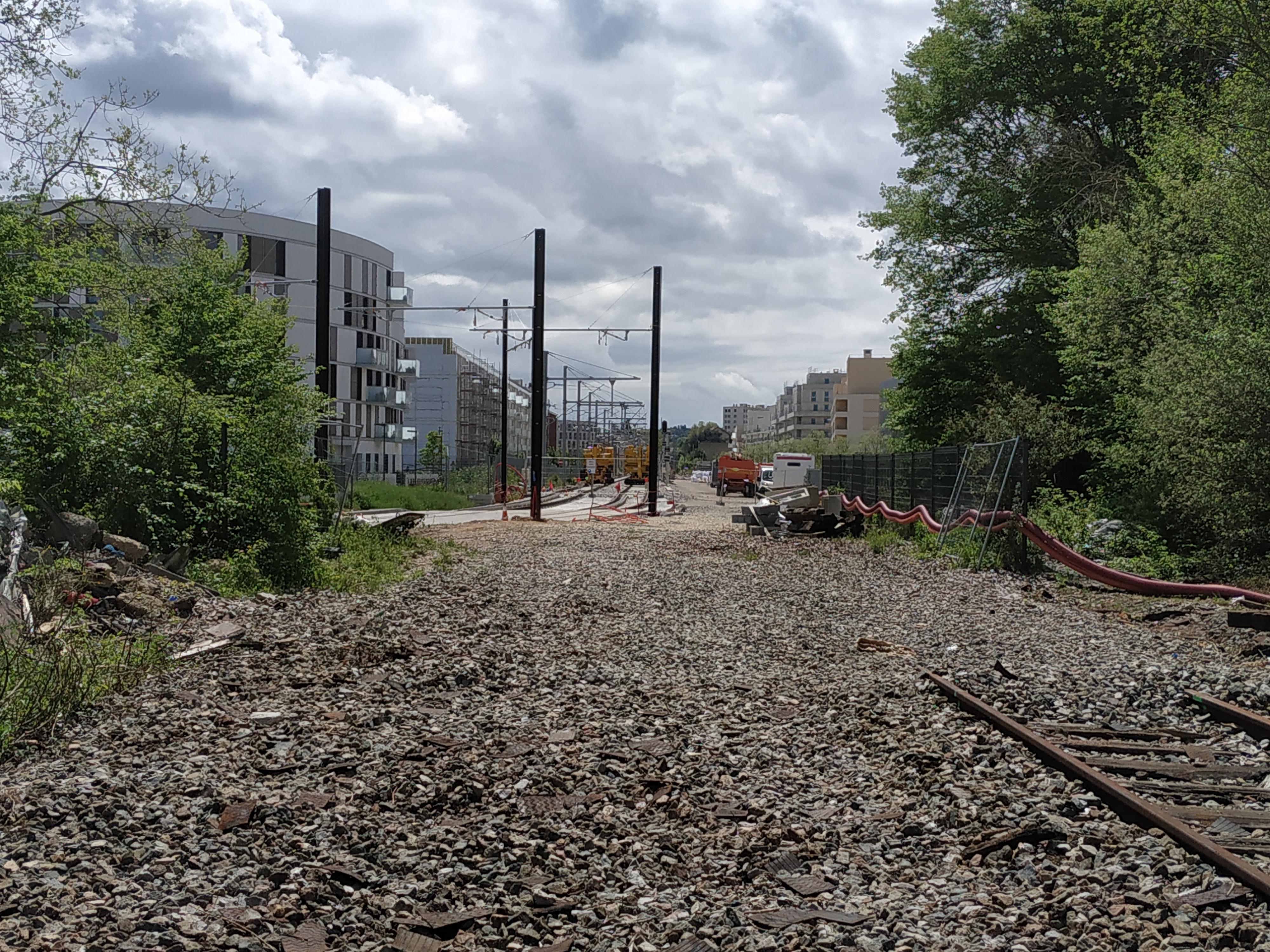
Vue du chantier du T13 à l'endroit où le tracé se sépare de la Grande Ceinture et où les voies ont été retirées sur quelques mètres.

Les noms des stations sont officialisés par Île-de-France Mobilités le 23 mai 2019.
À partir du 28 juin 2019, la Grande ceinture Ouest est fermée pour permettre les travaux de prolongement et de réaménagement des gares, dont les quais sont rabaissés afin de permettre un accès de plain-pied aux tram-trains ; des bus de substitution ont été mis en place pour desservir les gares du parcours. La réouverture de la ligne avec la mise en service du tram 13 Express entre Saint-Germain-en-Laye et Saint-Cyr est alors prévue à l'été 2022.
Au 29 juillet 2020, la pose des voies est terminée entre les stations Lisière Pereire et Saint-Cyr.
Les travaux de la dernière station sont celles d'Allée Royale dont les terrassements ont débuté en juin 2021. L'ouverture de cette station en même temps que le reste de la ligne a été décidée en juillet 2020, alors qu'elle était originellement en option à long terme.
Les 11 et 12 décembre 2021 ont eu lieu la mise sous tension sur les anciennes voies de la Grande ceinture Ouest, entre les stations Les Portes de Saint-Cyr et Lisière Pereire. Mi-décembre, des trains de mesure circulent sur les voies rénovées et vérifient l'alimentation électrique. À partir du 20 décembre, débutent officiellement les essais dynamiques avec la mise en circulation de la première rame entre ces deux mêmes stations,. Le 7 janvier 2022 marque le début des essais dynamique sur la partie tramway des nouvelles voies de Saint-Germain-en-Laye tandis que les premiers concernant la virgule de Saint-Cyr ont débuté le 12 janvier. Depuis cette date les essais se poursuivent sur l'ensemble du tracé de la ligne.
La dernière étape avant la mise en service commerciale, la marche à blanc, débute à partir du 2 mai 2022. La mise en service a eu lieu le 6 juillet 2022. La desserte de la station Allée Royale n'est cependant pas alors assurée en raison de travaux de finition. Cette dernière est finalement mise en service le 19 juillet suivant.

## Tracé et stations
La ligne, longue de 19 km, dessert les communes de Saint-Germain-en-Laye, Mareil-Marly, L'Étang-la-Ville, Noisy-le-Roi, Bailly, Versailles et Saint-Cyr-l'École.

### Infrastructure

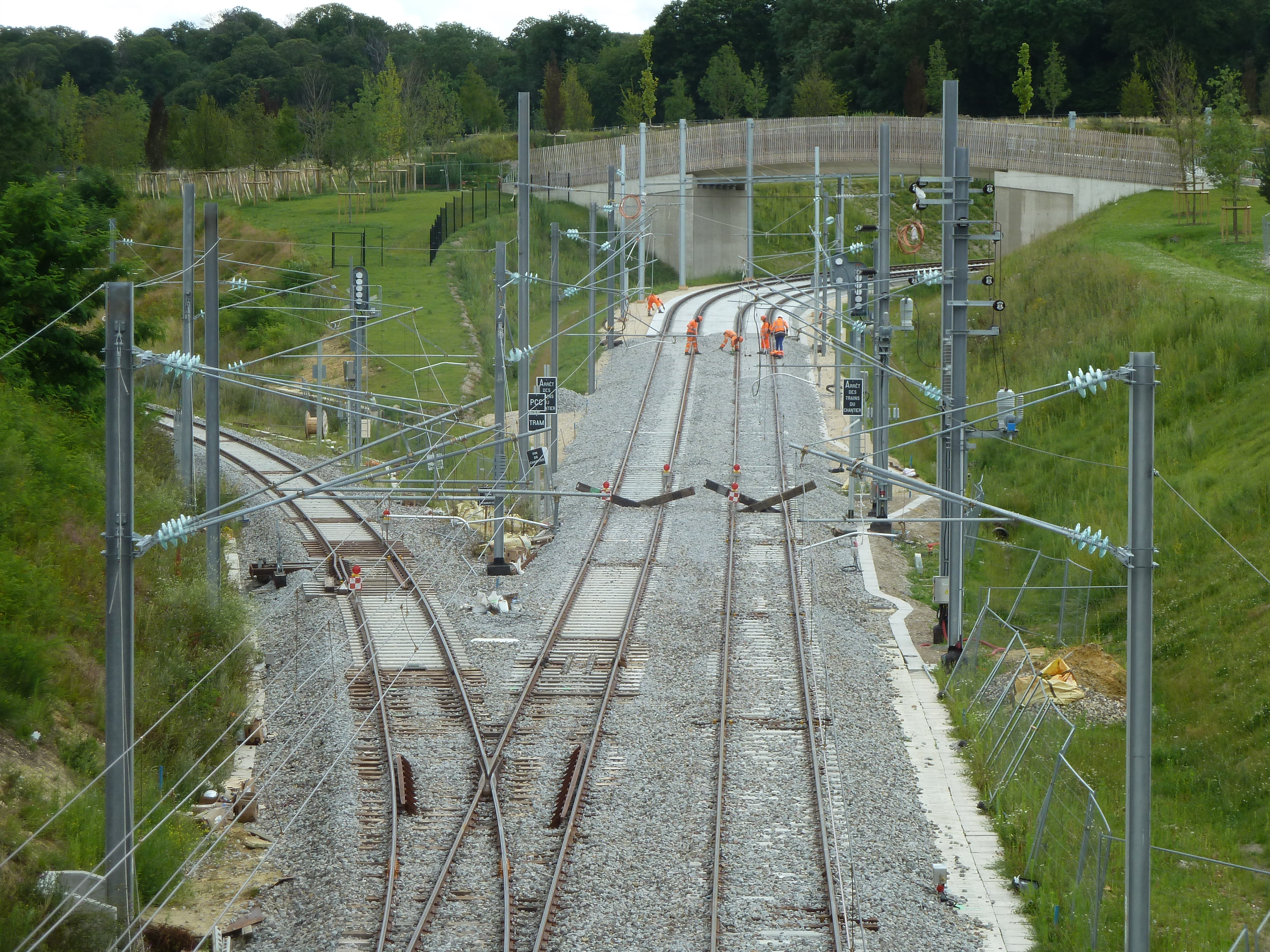
Accès à gauche au CMR et début de la virgule de Saint-Cyr au fond (juillet 2021 lors de la construction de la ligne).

Elle emprunte sur 14,5 km, les infrastructures de la ligne de Grande ceinture, dont celles auparavant exploitées dans le cadre de la ligne dite de la Grande ceinture Ouest, sur 3,6 km une section urbaine à Saint-Germain-en-Laye, et sur 700 mètres la « virgule de Saint-Cyr » (section terminale urbaine à Saint-Cyr-l'École). La voie de liaison au centre de maintenance est longue d'un kilomètre.
La section utilisant la Grande ceinture est électrifiée en 25 kV – 50 Hz, le tronçon urbain à Saint-Germain-en-Laye est quant à lui électrifié en 750 V continu.

### Liste des stations

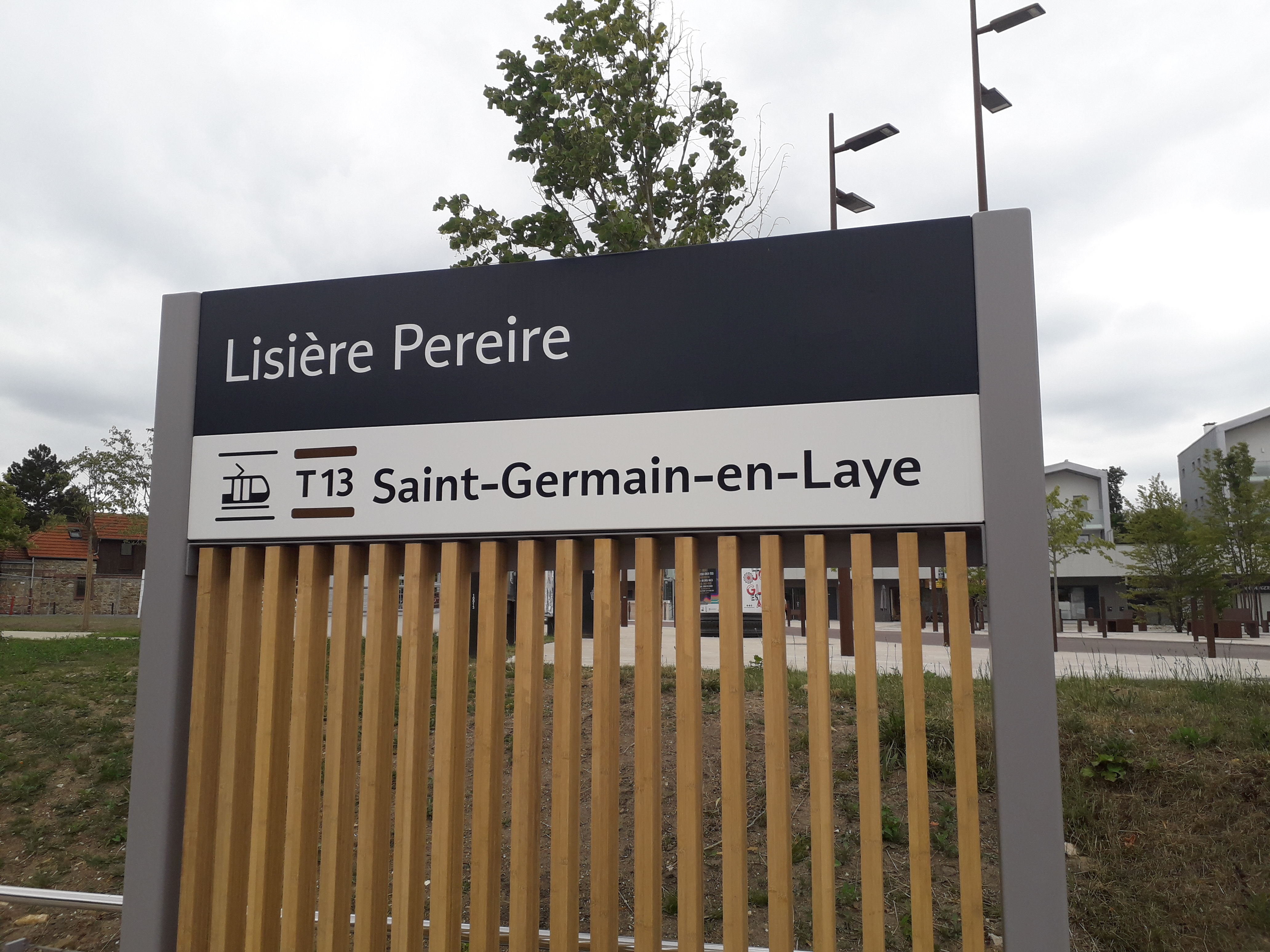
Signalétique de la station Lisière Pereire (juillet 2022).

Elle dessert douze stations, dont cinq situées aux emplacements des gares de la Grande ceinture Ouest qu'elle remplace : Lisière Pereire (ancienne gare de Saint-Germain-en-Laye-Grande-Ceinture), Fourqueux - Bel Air (ancienne gare de Saint-Germain-en-Laye-Bel-Air - Fourqueux), Mareil-Marly, Saint-Nom-la-Bretèche - Forêt de Marly et Noisy-le-Roi. L'espacement moyen entre les stations est de l'ordre de 2 000 mètres.
|  |   |  | Station                                | Lat/Long                    | Zone | Communes                      | Correspondances                                                          |
|  | - |  | -------------------------------------- | --------------------------- | ---- | ----------------------------- | ------------------------------------------------------------------------ |
|  | ■ |  | Saint-Germain-en-Laye Château          | 48° 53′ 54″ N, 2° 05′ 42″ E | 4    | Saint-Germain-en-Laye         | (RER) · (A)                                                              |
|  | • |  | Camp des Loges                         | 48° 54′ 49″ N, 2° 04′ 49″ E | 4    | Saint-Germain-en-Laye         |                                                                          |
|  | • |  | Lisière Pereire                        | 48° 54′ 15″ N, 2° 04′ 23″ E | 4    | Saint-Germain-en-Laye         |                                                                          |
|  | • |  | Fourqueux - Bel Air                    | 48° 53′ 44″ N, 2° 04′ 13″ E | 4    | Saint-Germain-en-Laye         |                                                                          |
|  | • |  | Mareil-Marly                           | 48° 52′ 52″ N, 2° 04′ 46″ E | 4    | Mareil-Marly                  |                                                                          |
|  | • |  | L'Étang - Les Sablons                  | 48° 52′ 21″ N, 2° 04′ 09″ E | 5    | L'Étang-la-Ville              |                                                                          |
|  | • |  | Saint-Nom-la-Bretèche - Forêt de Marly | 48° 52′ 04″ N, 2° 03′ 04″ E | 5    | L'Étang-la-Ville              | Transilien · Ligne L du Transilien                                       |
|  | • |  | Noisy-le-Roi                           | 48° 50′ 29″ N, 2° 03′ 43″ E | 5    | Noisy-le-Roi                  |                                                                          |
|  | • |  | Bailly                                 | 48° 50′ 14″ N, 2° 04′ 27″ E | 5    | Bailly                        |                                                                          |
|  | • |  | Allée Royale Château de Versailles     | 48° 48′ 56″ N, 2° 04′ 44″ E | 5    | Saint-Cyr-l'École, Versailles |                                                                          |
|  | • |  | Les Portes de Saint-Cyr                | 48° 48′ 24″ N, 2° 04′ 38″ E | 5    | Saint-Cyr-l'École, Versailles |                                                                          |
|  | ■ |  | Saint-Cyr                              | 48° 47′ 57″ N, 2° 04′ 27″ E | 5    | Saint-Cyr-l'École, Versailles | (RER) · (C) · Transilien · Ligne N du Transilien · Ligne U du Transilien |

(Les gares ou stations en gras servent de départ ou de terminus à certaines missions)

### Intermodalité
Le T 13 propose des correspondances avec le RER et le Transilien. Le terminus de Saint-Germain-en-Laye est relié à la gare du même nom, abritant le propre terminus du RER A. La station de Saint-Nom-la-Bretèche permet de rejoindre la ligne L du Transilien, tout comme les lignes N et U sont accessibles au terminus en gare de Saint-Cyr. Le RER C passe également par cette gare, sur sa branche allant à la gare de Saint-Quentin-en-Yvelines.

### Ateliers

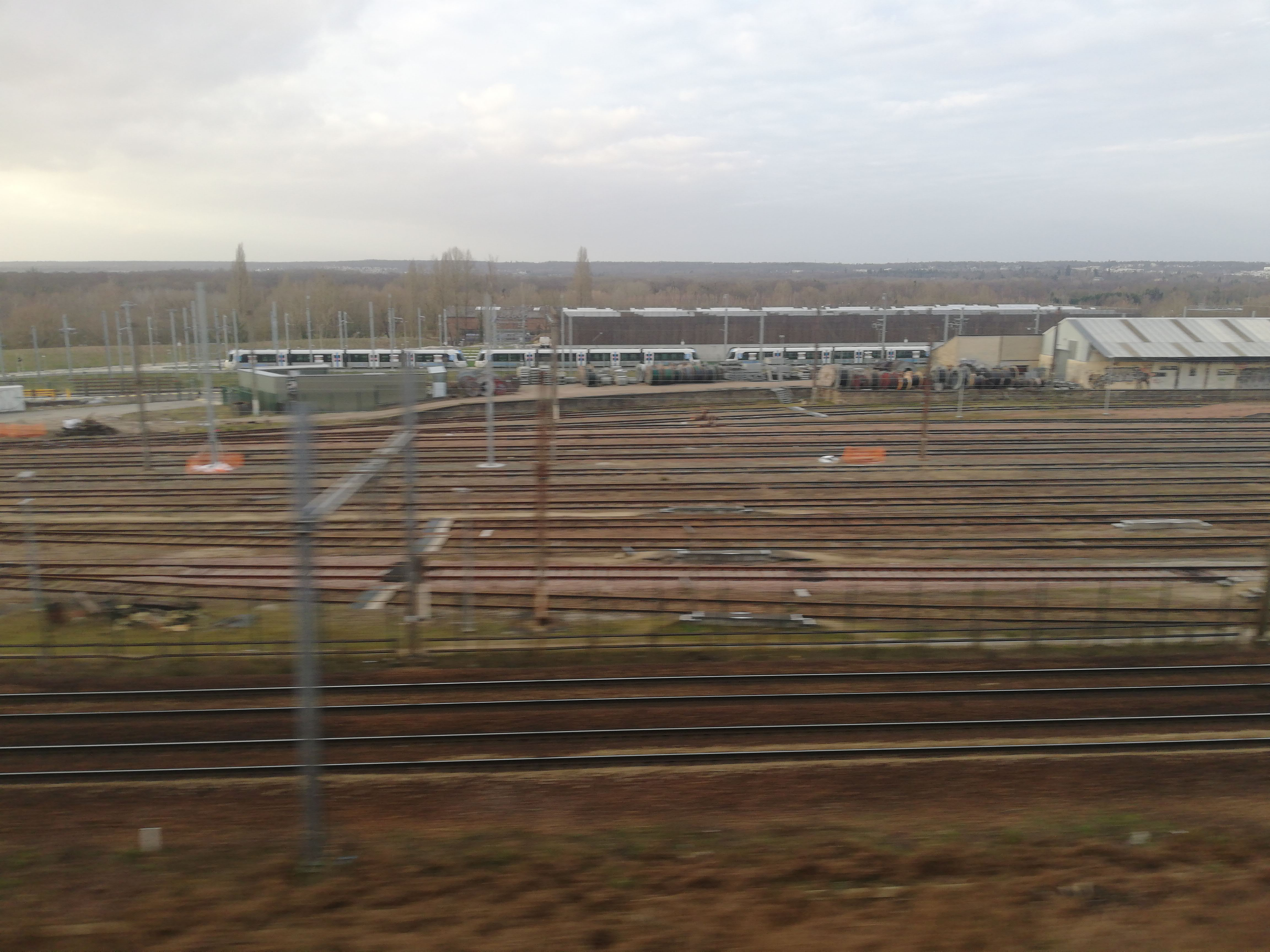
Vue du CMR depuis un train (février 2022).

Les rames de la ligne sont entretenues au Site de maintenance et de remisage (SMR) des Matelots, site acté au terme de la concertation. Il se situe à l'extrémité sud de la ligne. Elle est reliée aux voies principales de la ligne par le biais d'une voie unique, dans le périmètre de protection autour du site classé du château de Versailles et de la plaine de Versailles elle-même.

### Aménagement des stations

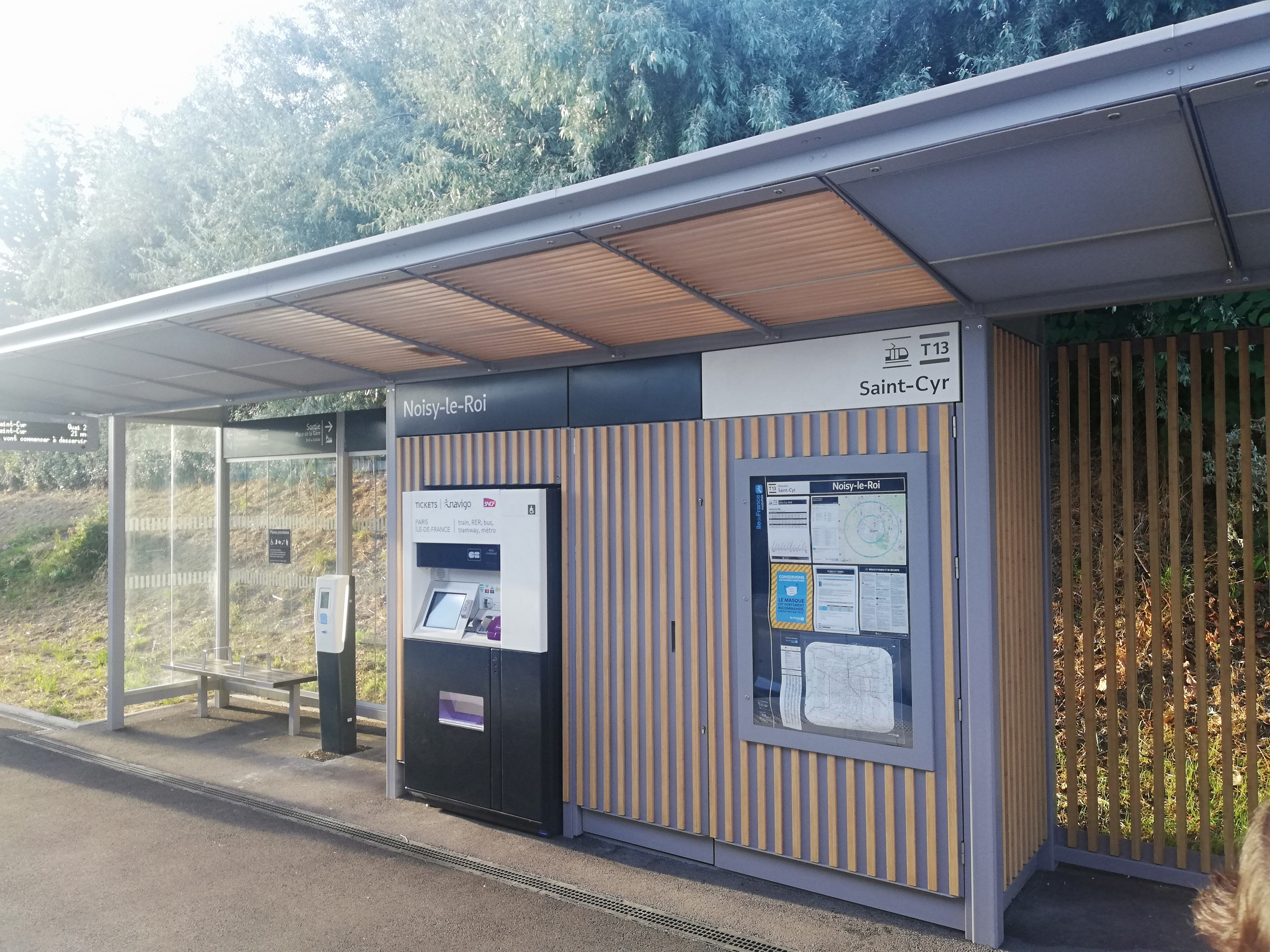
Abri voyageurs de la station Noisy-le-Roi en direction de Saint-Cyr, avec les différents équipements (valideur, automate SNCF, borne d'info voyageurs…) (juillet 2022).

Les stations, contrairement aux gares de la ligne 11 du tramway d'Île-de-France, ne sont pas équipées de lignes de contrôle automatique. Elles sont traitées de manière à assurer confort et sécurité aux passagers (abris, bancs, informations voyageurs de nouvelle génération, bornes, alarmes). Elles ont pour objectif de s'intégrer dans le paysage urbain tout en affichant l'identité visuelle des stations des transports en commun franciliens. La vente de titres de transport s'effectue grâce à des automates placés sur les quais. Les quais et les abords des stations sont équipés de systèmes de vidéo-surveillance.
Toute la ligne est accessible aux personnes à mobilité réduite (PMR).

## Exploitation

### Généralités

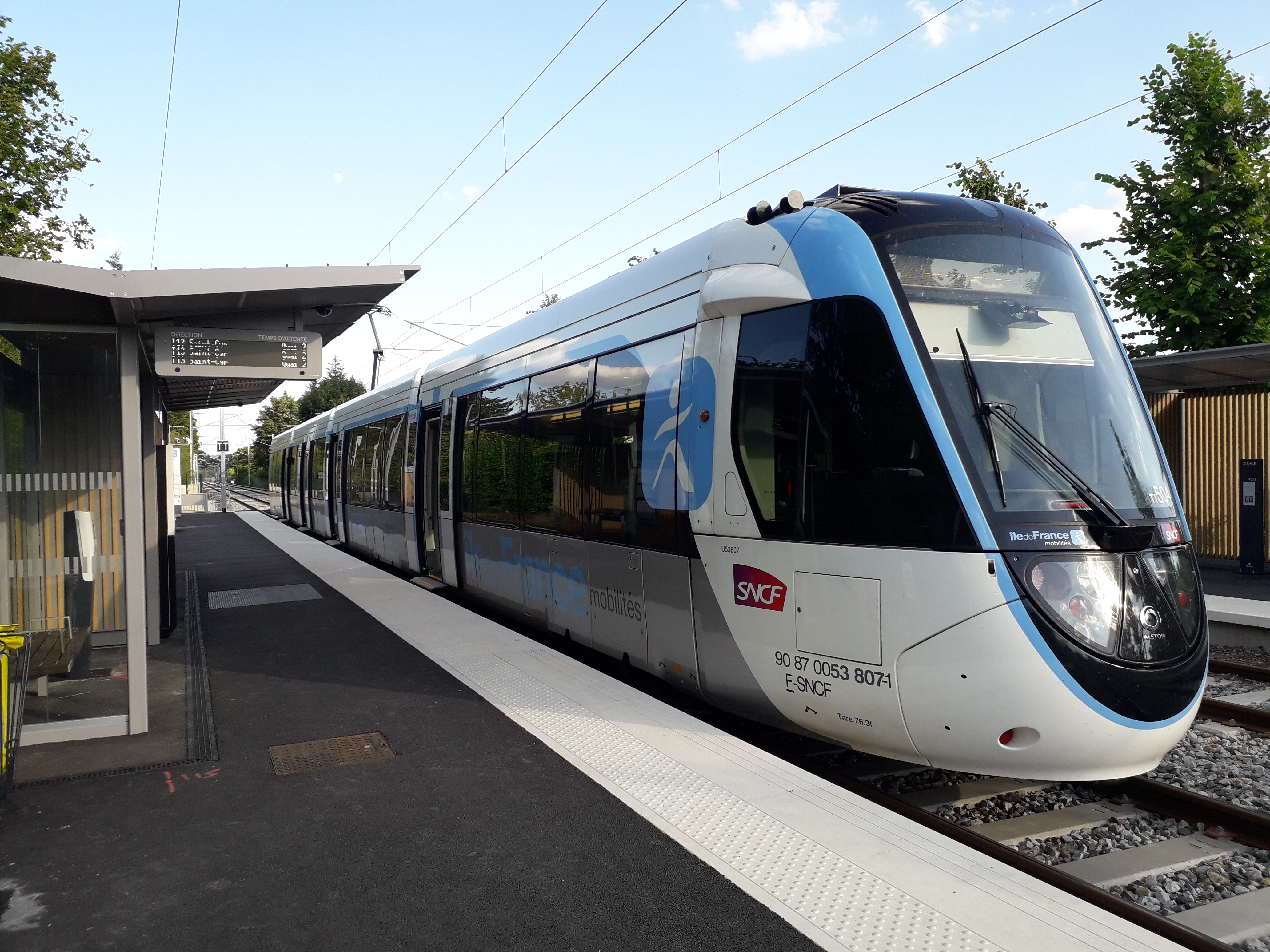
Une rame Citadis Dualis à Bailly en direction de Saint-Cyr (juillet 2022).

Logo de la ligne 13 du tramway pour Île-de-France Mobilités.

Le tramway circule sur la voie de droite en milieu urbain, de Saint-Germain-en-Laye à Lisière Pereire, puis sur la voie de gauche de Lisière Pereire à Saint-Cyr. Le changement s'effectue par un croisement des voies à niveau. La partie tramway de la ligne est électrifiée en 750 V continu, tandis que la partie ferroviaire est alimentée en 25 000 V alternatif 50 Hz. Les rames qui circulent sur la ligne T12 doivent donc pouvoir fonctionner sous ces deux différentes alimentations électriques différentes et passer indifféremment de l'une à l'autre.
La ligne est exploitée par une filiale de la SNCF, Transkeo T12-T13, de 6 h à minuit, à l'aide de onze trams-trains de type Citadis Dualis,.
La fréquence proposée aux heures de pointe est d'un tram-train toutes les quinze minutes de juillet à septembre 2022 avant de passer à un tram-train toutes les dix minutes à partir d'octobre 2022. La fréquence proposée est d'un tram-train toutes les vingt à trente minutes aux heures creuses et en soirée. La vitesse commerciale envisagée avoisinait les 40 km/h, grâce à des interstations longues et à un matériel performant en accélération. Le trajet complet entre Saint-Germain-en-Laye et Saint-Cyr-l'École s'accomplit en 30 minutes.
Le 18 juin 2024, Île-de-France Mobilités a désigné RATP Cap Île-de-France, via sa filiale RATP Cap Arc Sud et Ouest comme l'exploitant des lignes T12 et T13 à compter de décembre 2025 dans le cadre de l'ouverture à la concurrence des transports en commun en Île-de-France.

### Matériel roulant
Elle est exploitée par onze rames Citadis Dualis, de série U 53800.
Le Citadis Dualis, version tram-train du Citadis, est un matériel électrique de 2,65 m de largeur et 42 m de longueur, avec une charge à l'essieu de 11,5 tonnes et une vitesse maximale de 100 km/h. Il est capable de fortes accélérations et peut gravir des rampes de 65 ‰. Totalement accessible aux personnes à mobilité réduite, il est doté d'un plancher plat à 38 cm de hauteur, et peut transporter 250 voyageurs. Il peut circuler en unités doubles ou triples pour s'adapter au trafic. Le matériel est doté de la ventilation réfrigérée et d'un système d'affichage embarqué.
La première rame est livrée le 26 novembre 2020 au site de maintenance et de remisage de Versailles-Matelots en provenance de l'usine Alstom de Valenciennes. Les dix autres rames y sont arrivées progressivement jusqu'au 5 août 2021.

Galerie de photographies
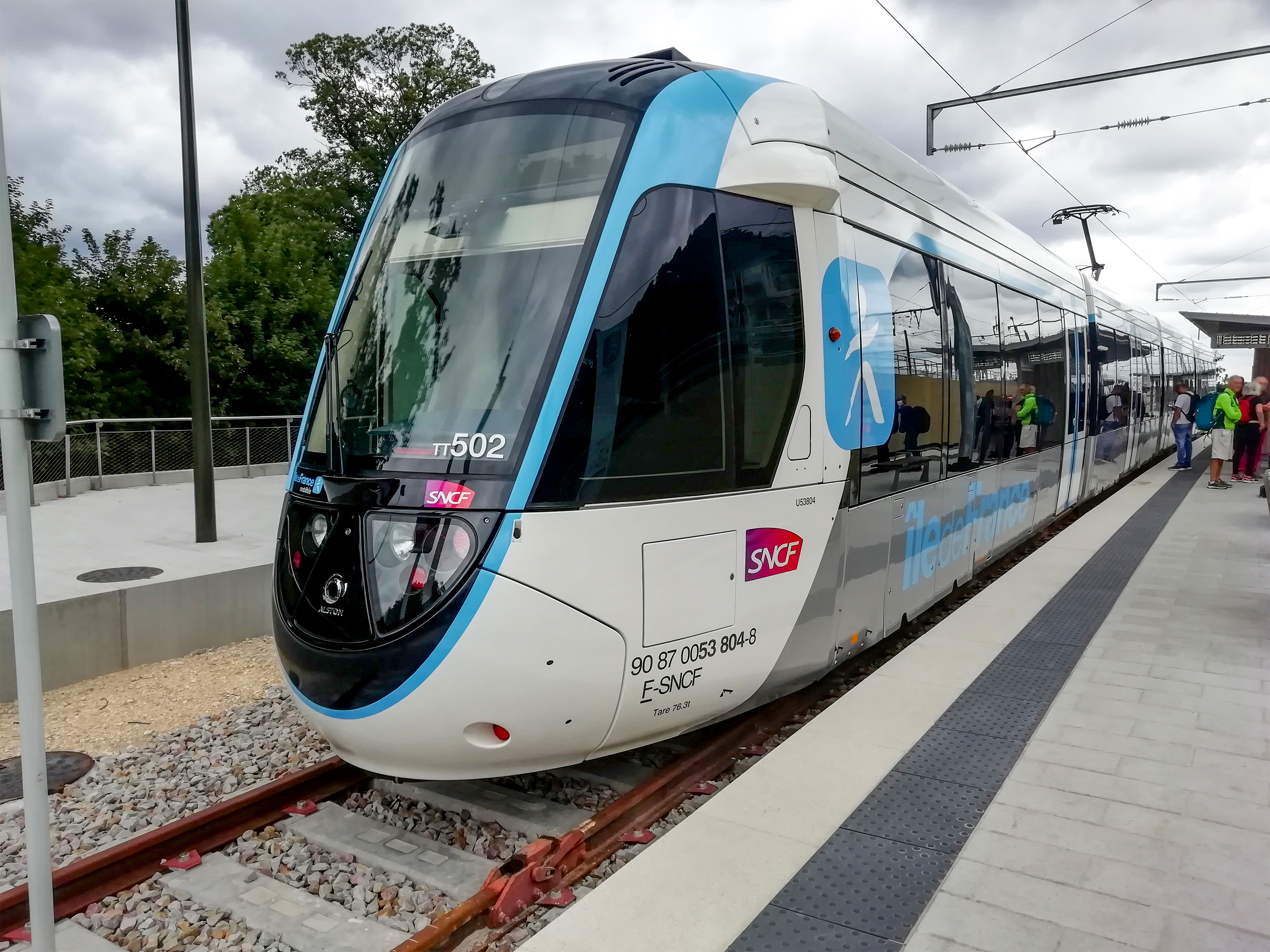
Une rame Citadis Dualis en gare de Saint-Cyr.
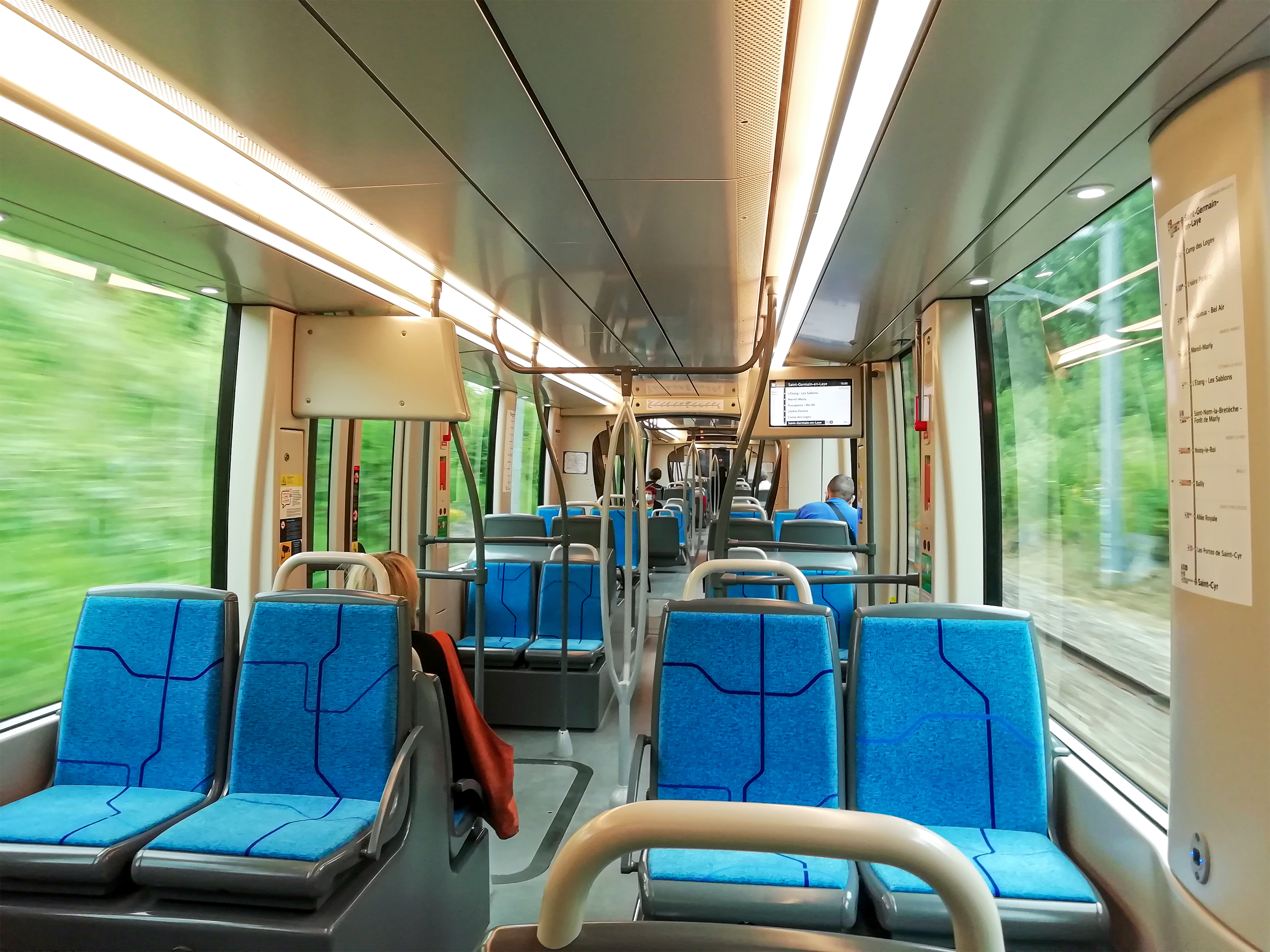
Intérieur d'une rame.
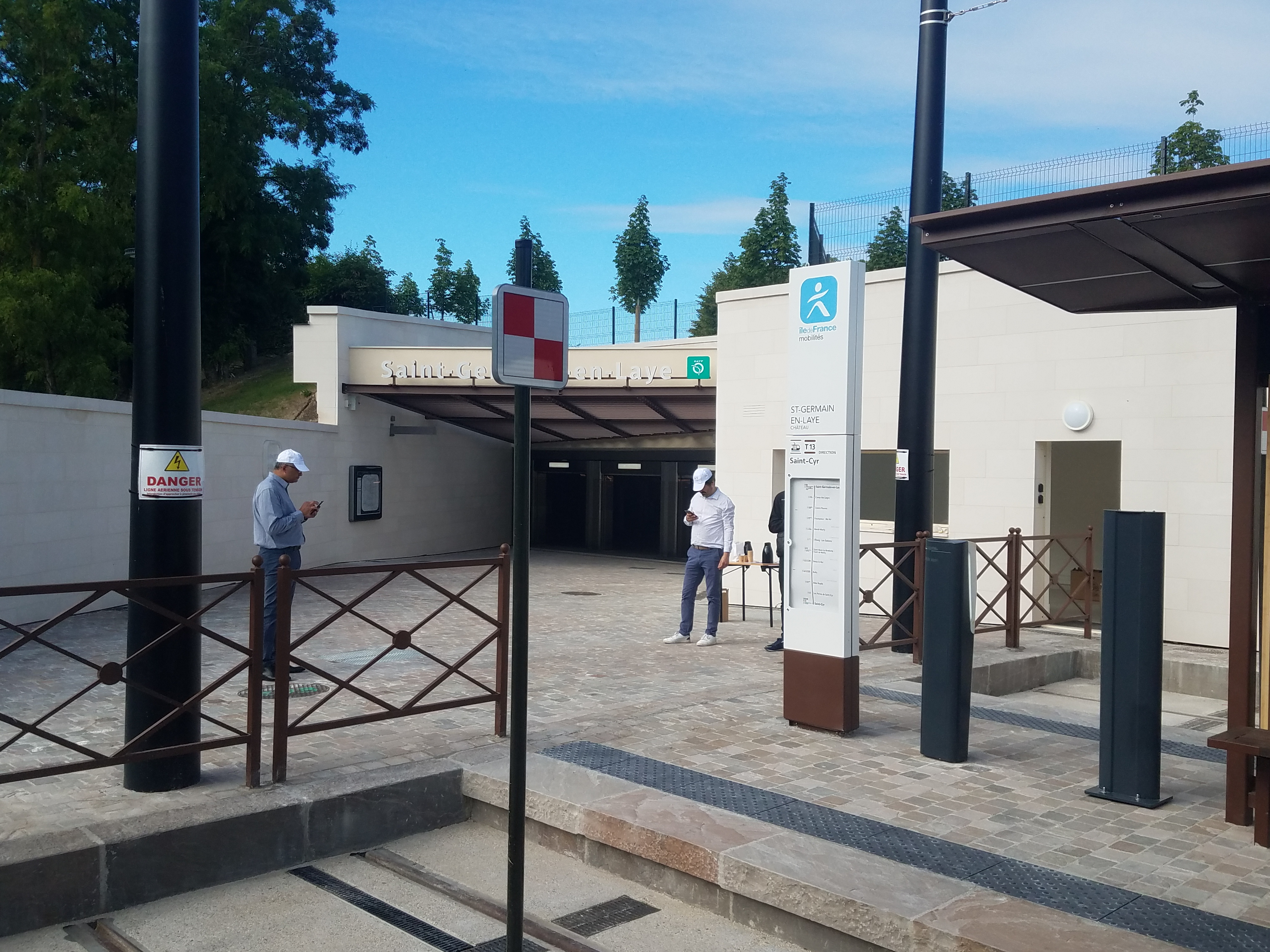
Arrivée du couloir de correspondance avec le RER à Saint-Germain-en-Laye.
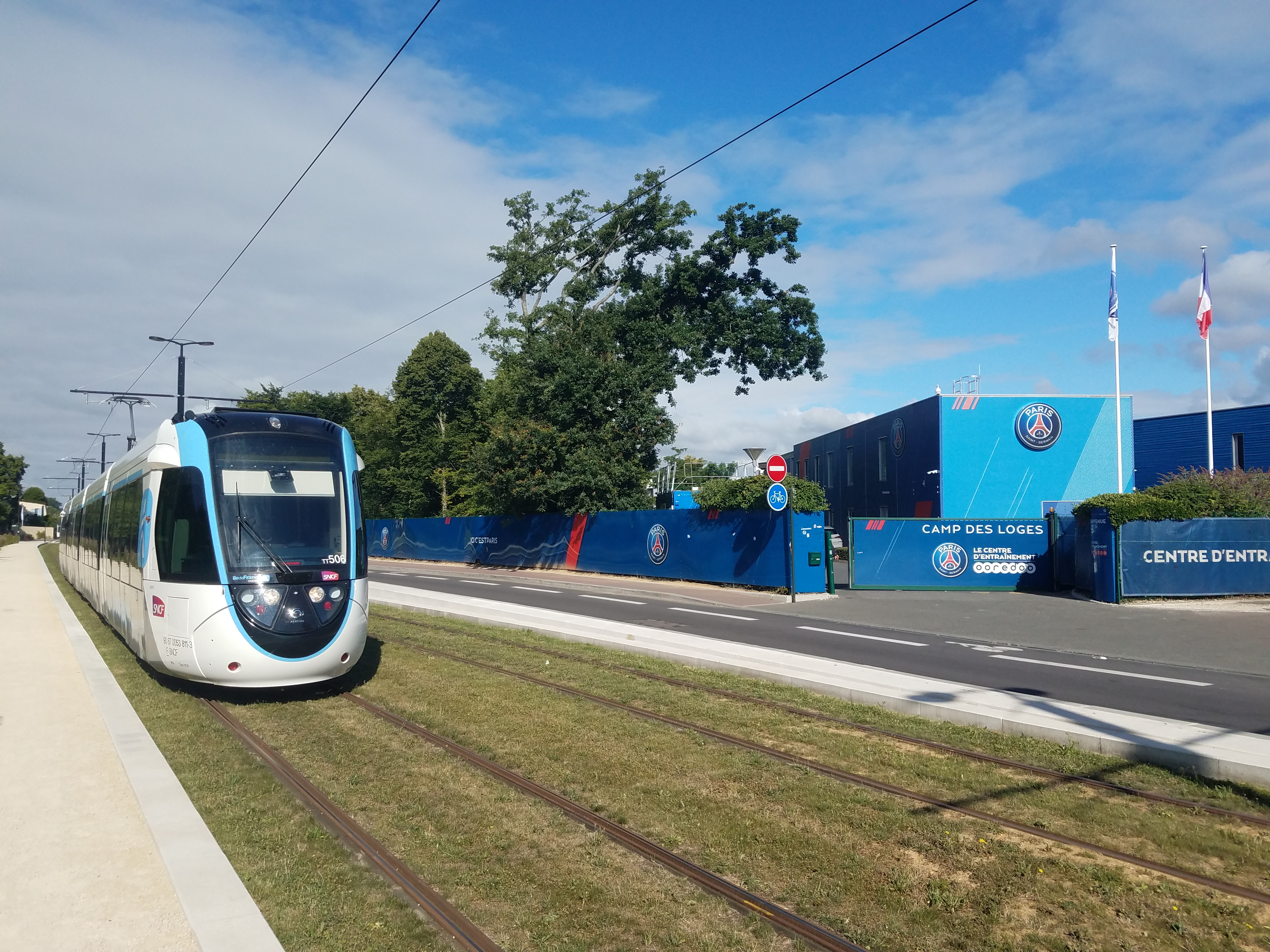
Passage d'une rame devant le centre d'entrainement du PSG.
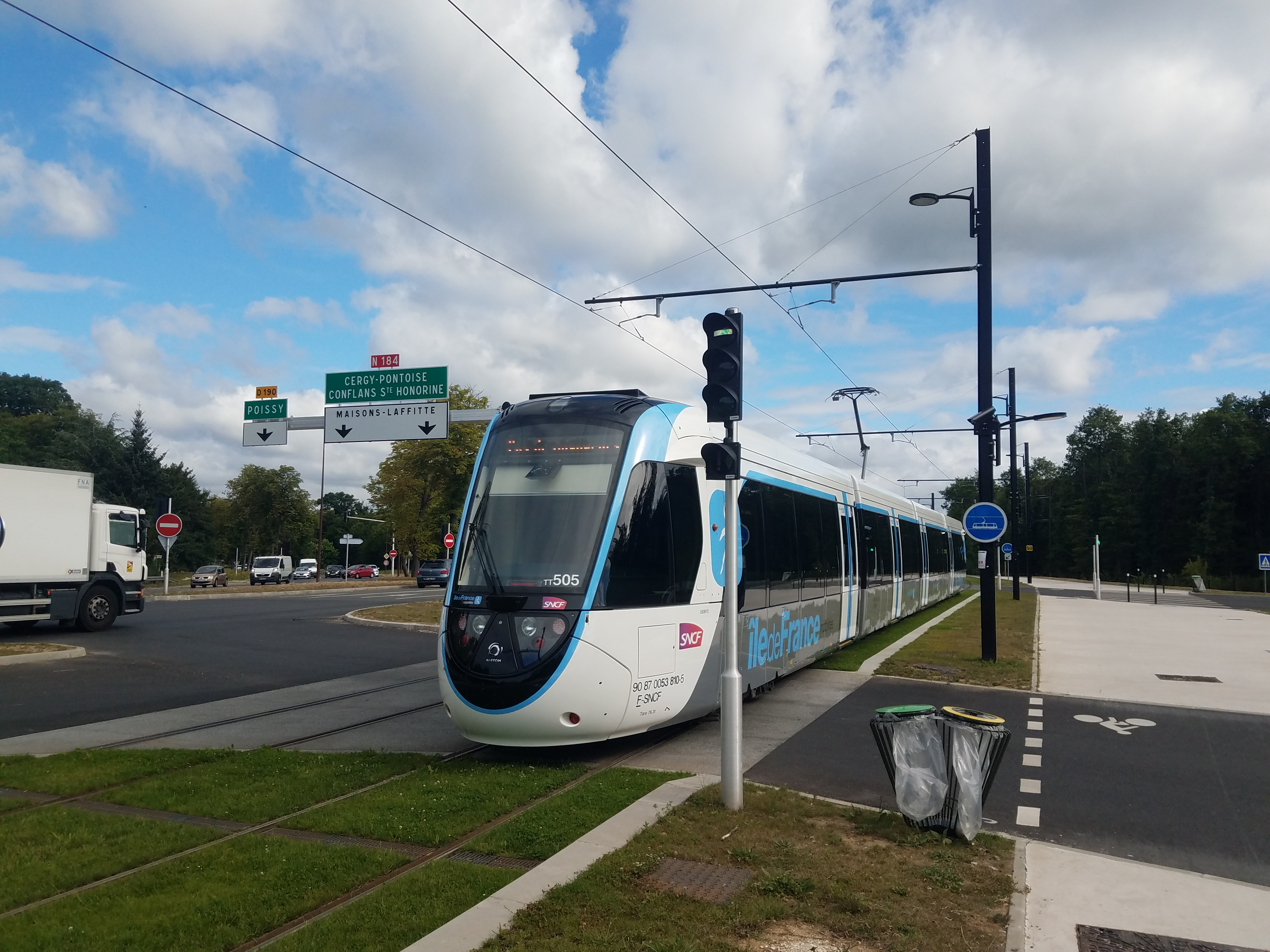
Rame entre Camp des Loges et Lisière Pereire.
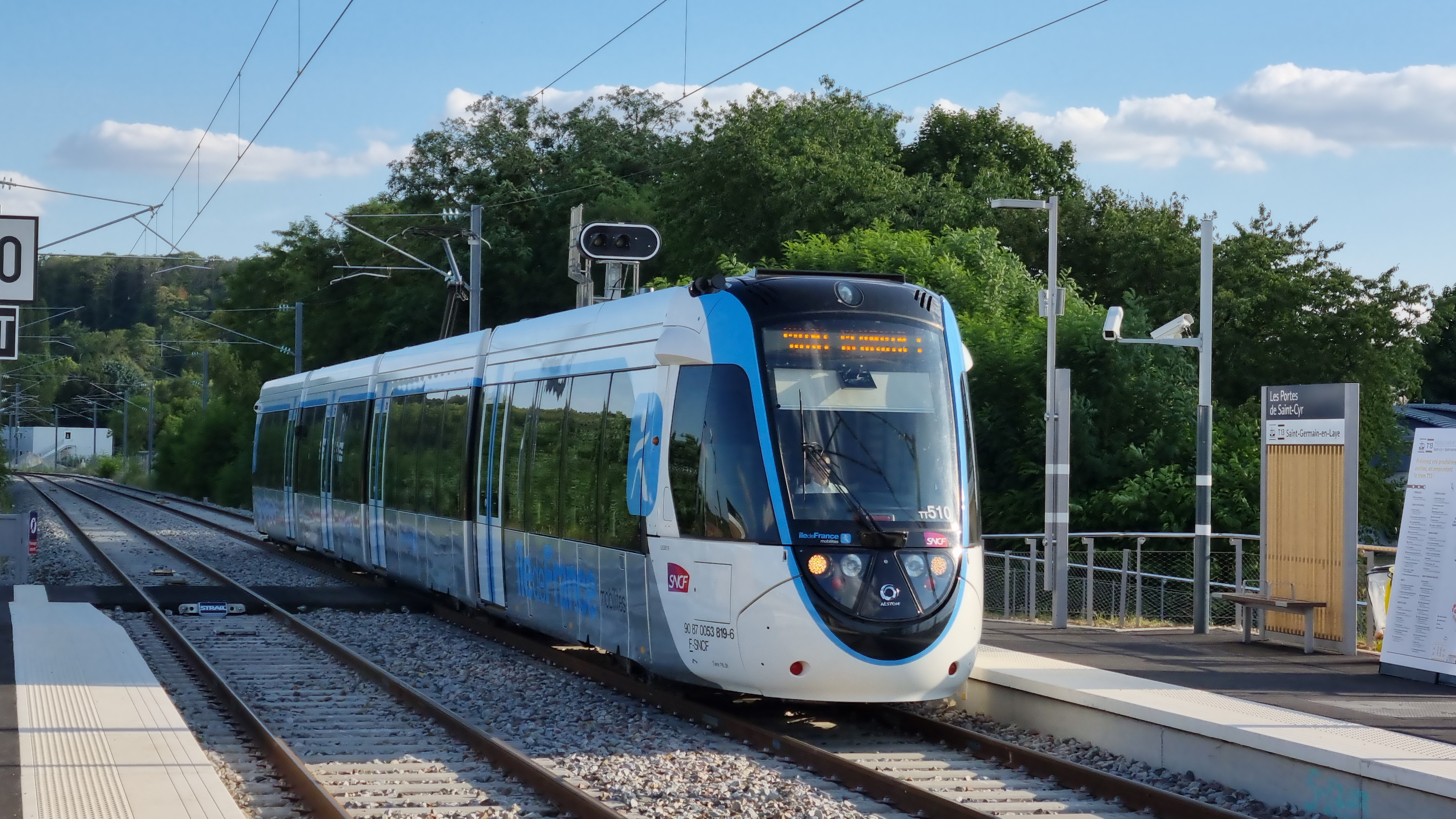
Une rame à la station Les Portes de Saint-Cyr.
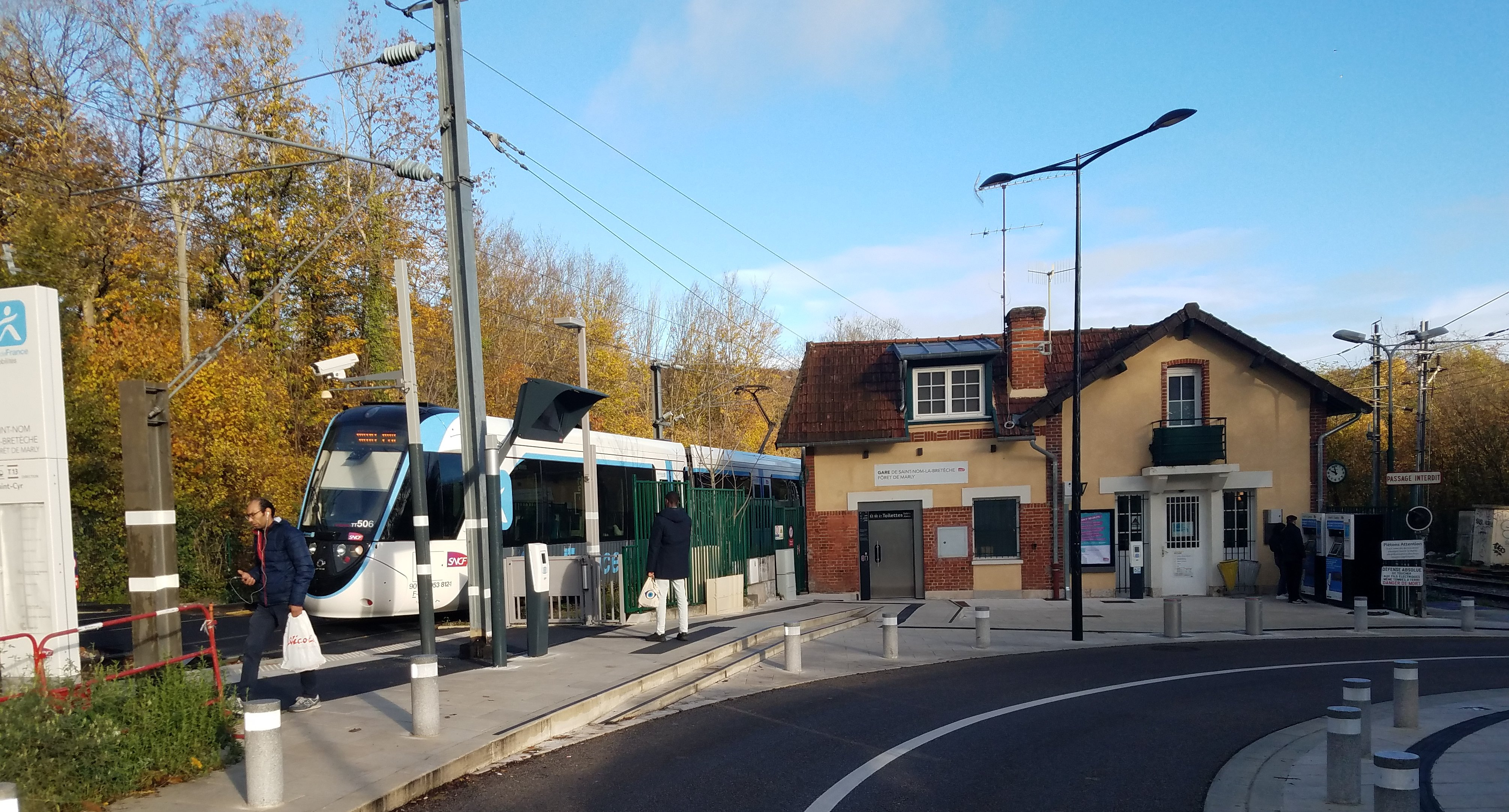
Rame à la station Saint-Nom-la-Bretèche - Forêt de Marly. À droite, le raccordement avec la ligne L du Transilien.

### Tarification et financement

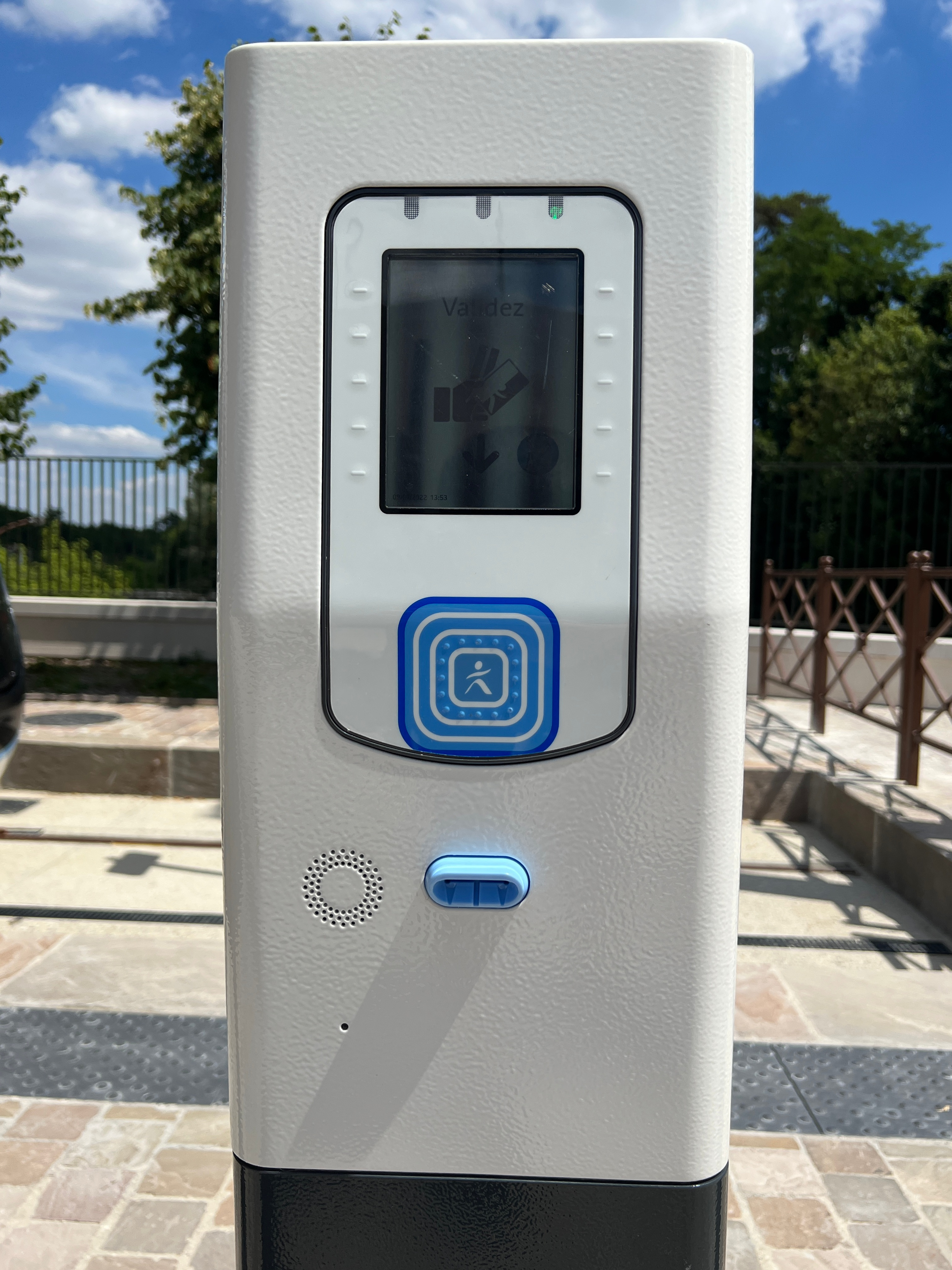
Valideur Navigo présent dans les stations.

La tarification de la ligne est identique à celle en vigueur sur tout le réseau du tramway d'Île-de-France. Un ticket « bus-tram », qui remplace le ticket t+ au 1er janvier 2025, permet un trajet simple quelle que soit la distance, avec une ou plusieurs correspondances possibles avec les autres lignes de bus et de tramway pendant une durée maximale de 1 h 30 entre la première et dernière validation. En revanche, un ticket validé dans un bus ne permet pas d'emprunter le métro, ni le Transilien et le RER. Une exception existe à titre temporaire pour l'emprunt des T11 à T13, précédemment accessibles avec le billet origine-destination, où le ticket « métro-train-RER » est nécessaire.
Le financement du fonctionnement de la ligne (entretien, matériel et charges de personnel) est assuré par l'exploitant. Cependant, les tarifs des billets et abonnements dont le montant est limité par décision politique ne couvrent pas les frais réels de transport. Le manque à gagner est compensé par l'autorité organisatrice, Île-de-France Mobilités, présidée depuis 2005 par le président du Conseil régional d'Île-de-France et composé d'élus locaux. Elle définit les conditions générales d'exploitation ainsi que la durée et la fréquence des services. L'équilibre financier du fonctionnement est assuré par une dotation globale annuelle aux transporteurs de la région grâce au versement mobilité payé par les entreprises et aux contributions des collectivités publiques.

### Trafic escompté
Le trafic lors de la mise en service de la ligne sera de 21 000 voyageurs chaque jour pour la phase 1. Il sera porté à 32 000 voyageurs par jour après l'achèvement de la phase 2.

## Coût et financement du projet

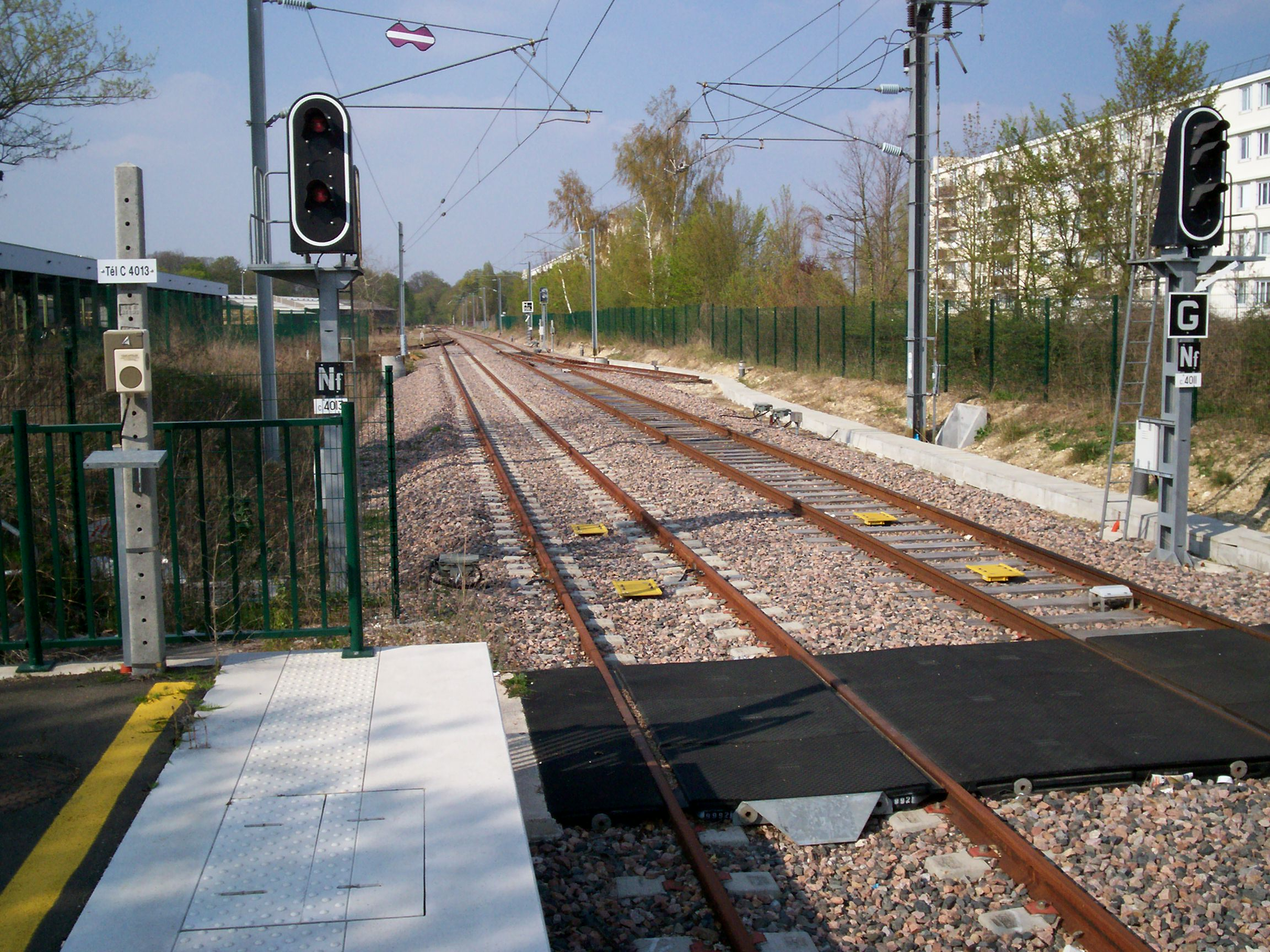
Vue des voies désaffectées depuis Saint-Germain-en-Laye-Grande-Ceinture en direction de Poissy (avril 2007).

En 2006, au stade du dossier d'objectifs et de caractéristiques principales (DOCP), le coût de la réalisation de l'infrastructure entre Saint-Germain et Saint-Cyr était estimé entre 127 et 143 millions d'euros hors taxes (2005). Il ne prenait pas en compte la réfection complète de la plateforme « Allée royale de Villepreux », la réalisation de la galerie de correspondance avec le RER au terminus Saint-Germain-en-Laye, l'abaissement de profil sous les ouvrages qui ne dégagent pas le gabarit d'électrification, la réalisation du Centre de maintenance et de remisage (CMR) à Versailles-Matelots, la réalisation du kilomètre de liaison permettant de relier le CMR à la TGO, les déviations de réseaux, ainsi que les acquisitions foncières nécessaires.
De ce fait, les études du Schéma de principe conduisent à un coût de projet estimé par le STIF d'environ 220,3 millions d'euros hors taxes (2011). Ce coût sera précisé dans le cadre des études d'avant-projet.
Le coût du matériel roulant est estimé à 43 millions d'euros hors taxes (2011) pour la livraison de dix rames tram-train Citadis Dualis.
Le contrat particulier Région - Département (CPRD) 2007- 2013, approuvé le 17 avril 2008, porte sur un engagement global de 200 millions d'euros avec une répartition des financements à parité entre la Région et le conseil général des Yvelines. Le financement des infrastructures est assuré à 91 % au stade du Schéma de principe. Le financement de la partie manquante pourra être demandé auprès des collectivités locales et institutions bénéficiaires, en tenant compte notamment des exigences particulières formulées pour le passage de la liaison. La contribution de RFF sera établie en tenant compte du bilan socio-économique réalisé par cet établissement public (méthode de Robien). Le financement du matériel roulant est assuré à 100 % par le STIF.

## Prolongements envisagés
La seconde phase prévoit le prolongement de la ligne à Achères, par un débranchement réalisé à partir de la station Lisière Pereire. Elle doit faire l'objet d'une actualisation du dossier d'objectifs et de caractéristiques principales (DOCP) au vu des résultats des études portant sur la faisabilité technique de la correspondance avec la ligne J du Transilien et le RER A à une gare nouvelle d'Achères - Chêne Feuillu et sur le tracé urbain entre Poissy RER et Achères-Ville RER.

### Prolongement: étapes à venir

Carte du tracé réel selon les prévisions pour 2028.

En avril 2013, la concertation préalable est ouverte, suivie jusqu'en 2014 par l'approbation du schéma de principe et du dossier d'enquête publique.
L'enquête publique, initialement prévue du 16 juin au 15 juillet 2014, est finalement prolongée jusqu'au 26 juillet en raison de la modification du tracé de la ligne dans le secteur de Poissy. En effet, la gare RER de Poissy ainsi qu'un nouvel arrêt, qui sera aménagé à proximité de la ZAC Eoles, dans le quartier Saint-Sébastien, seront également desservis.
Du 8 janvier au 9 février 2018, une enquête publique complémentaire est organisée sur une variante dans le secteur de Poissy. En mai 2018, la commission d'enquête donne un avis favorable avec six recommandations,.
Le prolongement du tramway 13 (phase 2) jusqu'à Achères est déclaré d'utilité publique en décembre 2018.
Selon le nouveau calendrier, en décembre 2020, les travaux du prolongement de la ligne vers Achères devraient commencer par un débranchement réalisé à partir de Lisière Pereire (travaux devant initialement commencer en 2018).
À l'horizon 2028,, le prolongement de la ligne devrait être mis en service entre Saint-Germain-en-Laye et Achères-Ville.

### Prolongement: tracé et stations

Plan de la ligne après extension.

Le prolongement sera long de 10 km ; il desservira les communes de  Saint-Germain-en-Laye, Poissy et Achères.
Liste des stations
Il comportera six stations (noms au 7 mars 2016).
Les noms des stations ne sont pas définitifs. Les coordonnées et les zones sont approximatives.
|  |   |  | Gare                    | Lat/Long                    | Zone | Commune               | Correspondances                                  |
|  | - |  | ----------------------- | --------------------------- | ---- | --------------------- | ------------------------------------------------ |
|  | • |  | Lisière Pereire         | 48° 54′ 15″ N, 2° 04′ 23″ E | 4    | Saint-Germain-en-Laye |                                                  |
|  | • |  | Poissy Gambetta         |                             | 5    | Poissy                |                                                  |
|  | • |  | Poissy RER              |                             | 5    | Poissy                | existant : en construction :                     |
|  | • |  | Poissy ZAC              |                             | 5    | Poissy                |                                                  |
|  | • |  | Achères - Chêne feuillu |                             | 5    | Achères               |                                                  |
|  | ■ |  | Achères-Ville           |                             | 5    | Achères               | (RER) · (A) · Transilien · Ligne L du Transilien |

### Prolongements ultérieurs
Des prolongements à un horizon plus lointain sont inscrits au nouveau schéma directeur de la région Île-de-France approuvé le 27 décembre 2013 : il s'agit des prolongements vers Versailles au Sud et vers Cergy au Nord (horizon 2030).

#### Prolongement vers Cergy
Une troisième phase est prévue à terme afin de prolonger la ligne d'Achères à Cergy. Ce prolongement doit également faire l'objet d'un dossier d'objectifs et de caractéristiques principales (DOCP) ; les études sont en cours,,. Les travaux pourraient commencer en 2029.

#### Prolongement jusqu'à Versailles-Chantiers
Des études préliminaires ont été effectuées par SNCF Réseau, afin de prolonger le tramway ligne 13, jusqu'à la gare de Versailles-Chantiers. L'extension du tramway ligne 13 à Versailles permettrait de créer de nouvelles interconnexions avec le futur métro ligne 18 du Grand Paris Express et le tramway ligne 12 prolongé depuis Massy - Palaiseau, en plus de la branche Saint-Quentin-en-Yvelines du RER C, du Transilien ligne N et de la tangentielle ligne U. Le prolongement du tramway ligne 13 jusqu'à Versailles-Chantiers est souhaité par le maire de Versailles.

#### Prolongement dans Saint-Quentin-en-Yvelines
Le prolongement du tram T13 à Saint-Quentin-en-Yvelines n'est pas inscrit au schéma directeur de la région Île-de-France approuvé en 2013. Cependant des premières études ont été menées à l'initiative de la communauté d'agglomération de Saint-Quentin-en-Yvelines sur ces prolongements. Les résultats de ces études viendront alimenter celles que IdFM mène actuellement sur la desserte en TCSP de l'agglomération de Saint-Quentin-en-Yvelines.

## Lieux desservis

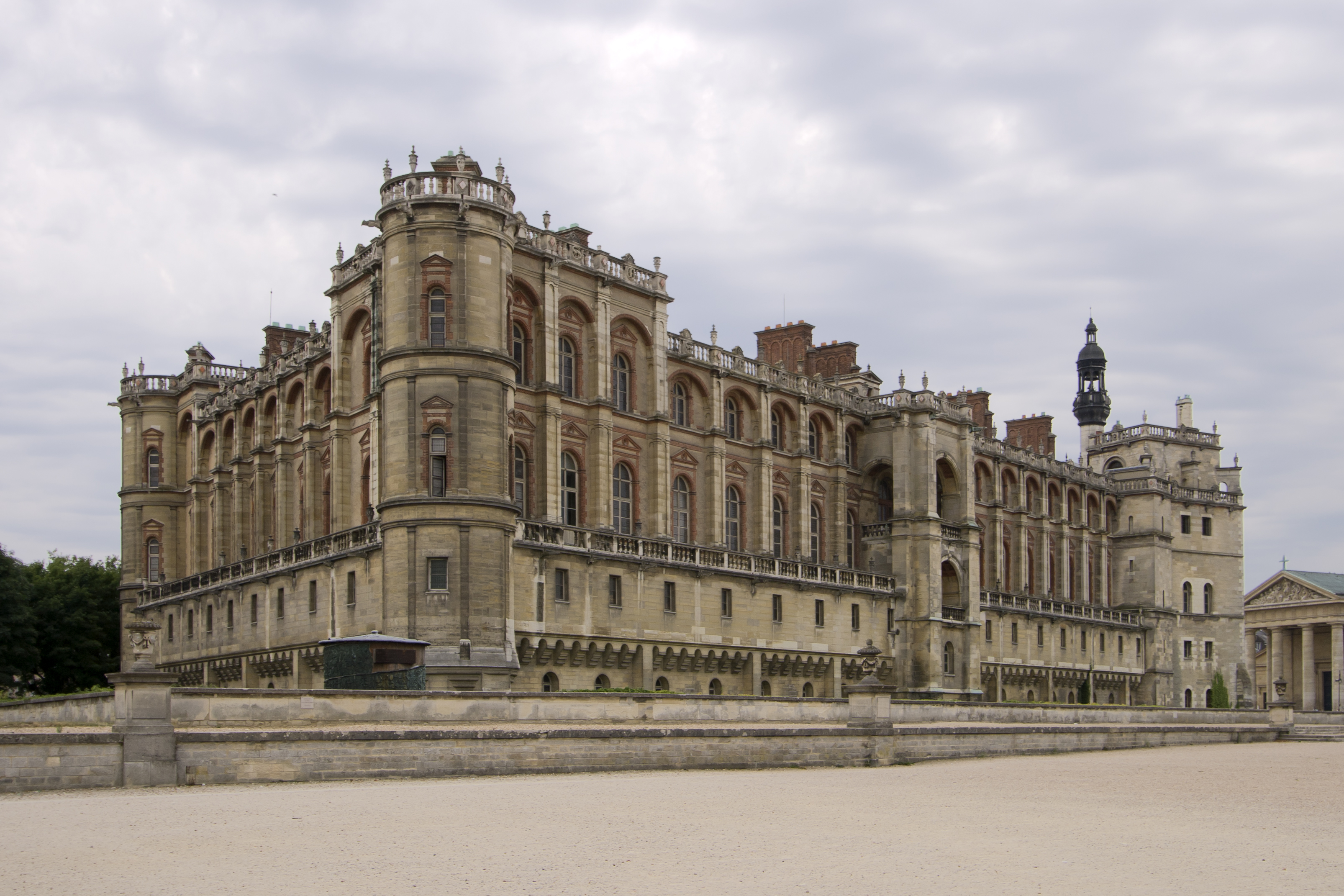
Le château de Saint-Germain-en-Laye.

La ligne T13 dessert, du nord au sud, les lieux suivants :
- la forêt de Saint-Germain-en-Laye (stations Saint-Germain-en-Laye et Camp des Loges) ;
- le château de Saint-Germain-en-Laye et le château de Monte-Cristo (station Saint-Germain-en-Laye) ;
- le camp des Loges, le centre d'entraînement du Stade français (station Camp des Loges) ;
- la forêt de Marly (station Saint-Nom-la-Bretèche - Forêt de Marly) ;
- la ferme de Gally, le parc de Versailles et le château de Versailles (station Allée Royale) ;
- le lycée militaire de Saint-Cyr (station Saint-Cyr).